# Плоскость мидель-шпангоута судна

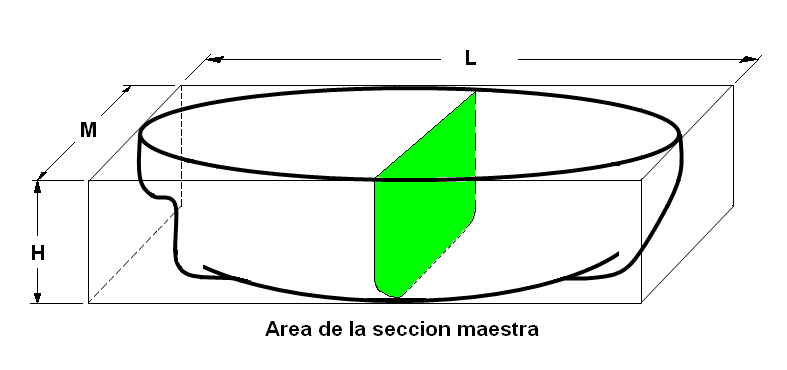
Мидель-шпангоут

Мидель-шпангоут (в судостроении) — сечение корпуса корабля или иного плавсредства вертикальной поперечной плоскостью, расположенное на половине длины между перпендикулярами теоретического чертежа судна. Входит в число основных точек, линий и плоскостей теоретического чертежа. Может не совпадать с самым широким сечением корпуса. В этой плоскости обычно установлен реальный шпангоут.
Площадь мидель-шпангоута используется для вычисления коэффициента полноты корпуса и характеристики лобового сопротивления судна. На теоретическом чертеже мидель-шпангоут, в отличие от остальных, номерных шпангоутов, обозначается особым знаком.

Знак мидель-шпангоута

Иногда термин мидель-шпангоут используется как сокращение для плоскость мидель-шпангоута — упомянутая выше секущая плоскость, — но строго говоря такое употребление неверно.
Независимо от типа, все суда по форме мидель-шпангоута делятся на суда с округлым миделем (круглошпангоутные) и угловатым мидель-шпангоутом (шарпи).
Корабли с угловатыми шпангоутами строить немного дешевле, но они уступают круглошпангоутным по экстерьеру и скорости хода. По этой причине чаще всего гоночные яхты строят круглошпангоутными.
Мидель-шпангоут килевой яхты округлый, с плавными переходами от днища к плавнику. Большинство крупных килевых гоночных и крейсерских яхт имеют именно такую форму.
С угловатым мидель-шпангоутом, в основном, делают швертботы, хотя с «шарпи» встречаются и килевые яхты.